# Caroline Kirkland
Pour les articles homonymes, voir Kirkland.
Caroline Mathilda Stansbury Kirkland, plus connue sous le nom de Caroline Kirkland, née le 11 janvier 1801 à New York dans l'État de New York et morte le 6 avril 1864 à New York, est une romancière, nouvelliste, essayiste, mémorialiste, anthologiste, une enseignante et éditrice américaine.
Très populaire de son vivant, elle est oubliée après sa mort, pour être redécouverte par les mouvements féministes des années 1960, où son style est considéré comme précurseur de celui Mark Twain par son sens de la satire et de Hamlin Garland et E. W. Howe (en) pour son réalisme.

## Biographie

### Jeunesse et formation

#### Le cadre familial
Caroline Mathilda Stansbury est l'aînée des onze enfants et l'une des deux filles de Samuel Stansbury et d'Eliza Alexander Stansbury. Sa mère est une femme lettrée qui, à l'occasion rédige, des morceaux littéraires et transmet à sa fille une expression propre à la sensibilité féminine. Son grand père paternel, Joseph Stansbury, était un loyaliste convaincu durant la guerre d'indépendance et s'est fait connaître par la publication d'œuvres satiriques sous le pseudonyme de Roderick Random. Caroline Mathilda Stansbury a lu les satires de son grand père et a appris que l'humour satirique est préférable à la haine. Samuel Stansbury va d'un emploi à un autre, pour enfin se fixer comme agent d'assurance. Il transmet à sa fille son amour des livres, amour réciproque, faisant de Caroline Mathilda son enfant préférée,,,,,.

#### L'éducation de Caroline Mathilda Stansbury
La sœur de Samuel Stansbury, Lydia a épousé un quaker de Philadelphie, Robert Mott. En même temps que son mariage Lydia P. Mott se convertit au quakerisme. Lydia P. Mott dirige plusieurs Séminaire féminin, et y intègre sa nièce qui y suit un enseignement de qualité. Caroline M. Stansbury excelle dans le latin, la littérature française, elle apprend également le grec et l'allemand. Comme toutes les jeunes filles de son temps, elle reçoit une formation en dessin, musique et danse,,,,.
Dès 1820, Caroline M. Stansbury seconde sa tante et commence à donner des cours de littérature anglaise dans des établissements à Poughkeepsie, New Hartford et Skaneateles,,,.

#### La mort de son père

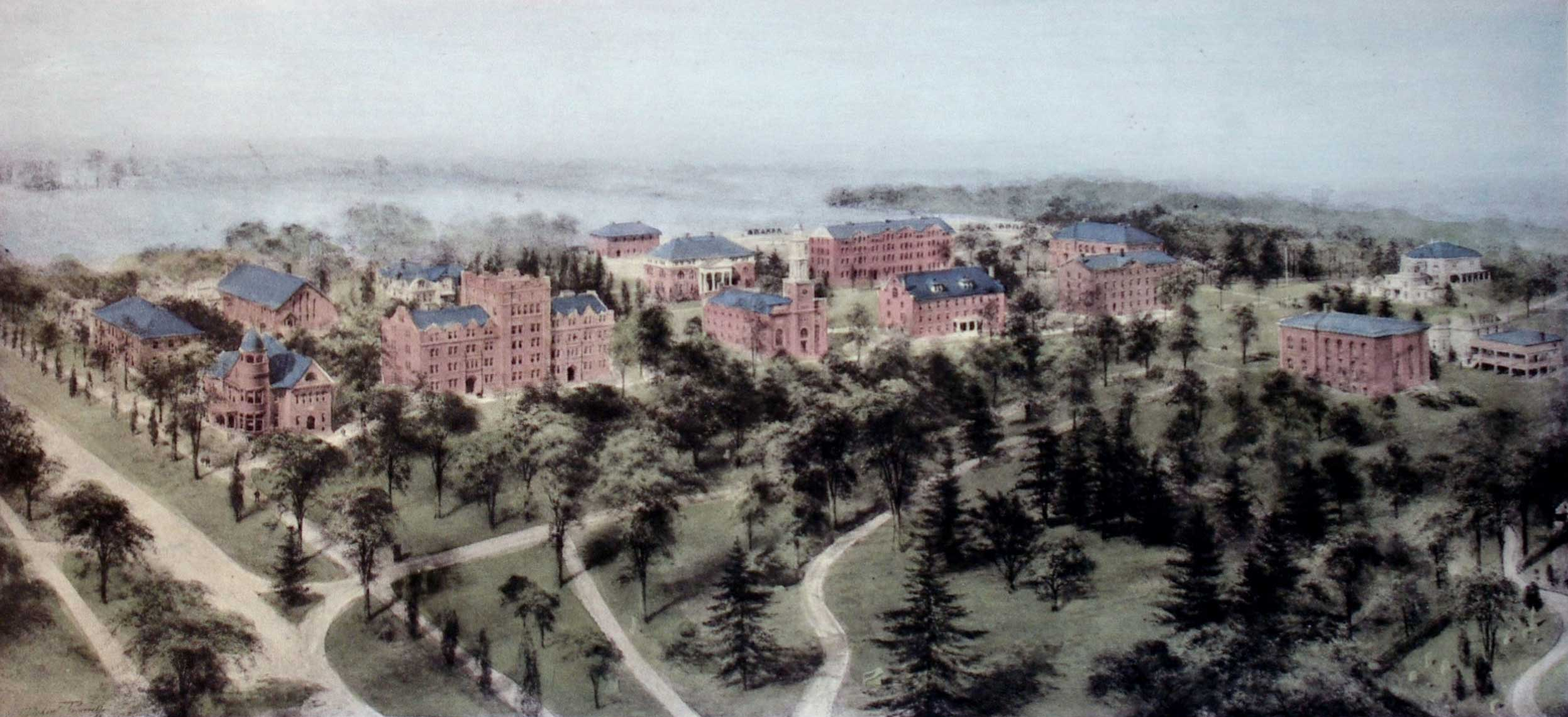
Hamilton College

Dès 1820, Samuel Stansbury souffre de paralysie, sa santé se détériore et décède durant le printemps 1822, quelques mois après le vingt-et-unième anniversaire de sa fille Caroline M. Stansbury. Sa mère, Eliza Alexander Stansbury, confie à son aînée la responsabilité de la famille. Cette épreuve fait mûrir Caroline M. Stansbury. Pour gagner sa vie elle multiplie les cours dans les établissements. Pour assurer la formation de ses jeunes frères, elle les inscrit au Hamilton College de Clinton. C'est dans ce cadre qu'elle fait la connaissance de William Kirkland qui est instructeur au sein du Hamilton College. William Kirkland est issu d'une famille d'universitaires comme Samuel Kirkland ou John Thornton Kirkland (en),,.

### Carrière

#### Fondation d'une première école: 1828-1835
En 1828, après leur mariage, celle qui est devenue Caroline Kirkland et son époux William Kirkland emménagent à Geneva (New York) où ils fondent une école pour jeunes filles et y enseignent l'un comme l'autre. Pendant cette période, le couple donne naissance à quatre enfants : trois filles, Elizabeth, Lydia, Sarah et un fils Joseph Kirkland (en). L'expérience n'étant guère satisfaisante, les Kirkland décident durant le printemps 1835 de quitter l'État de New York pour se rendre dans ce qui est encore le Territoire du Michigan, pour y trouver de meilleures perspectives,,,.

#### L'installation à Detroit: 1835- 1843

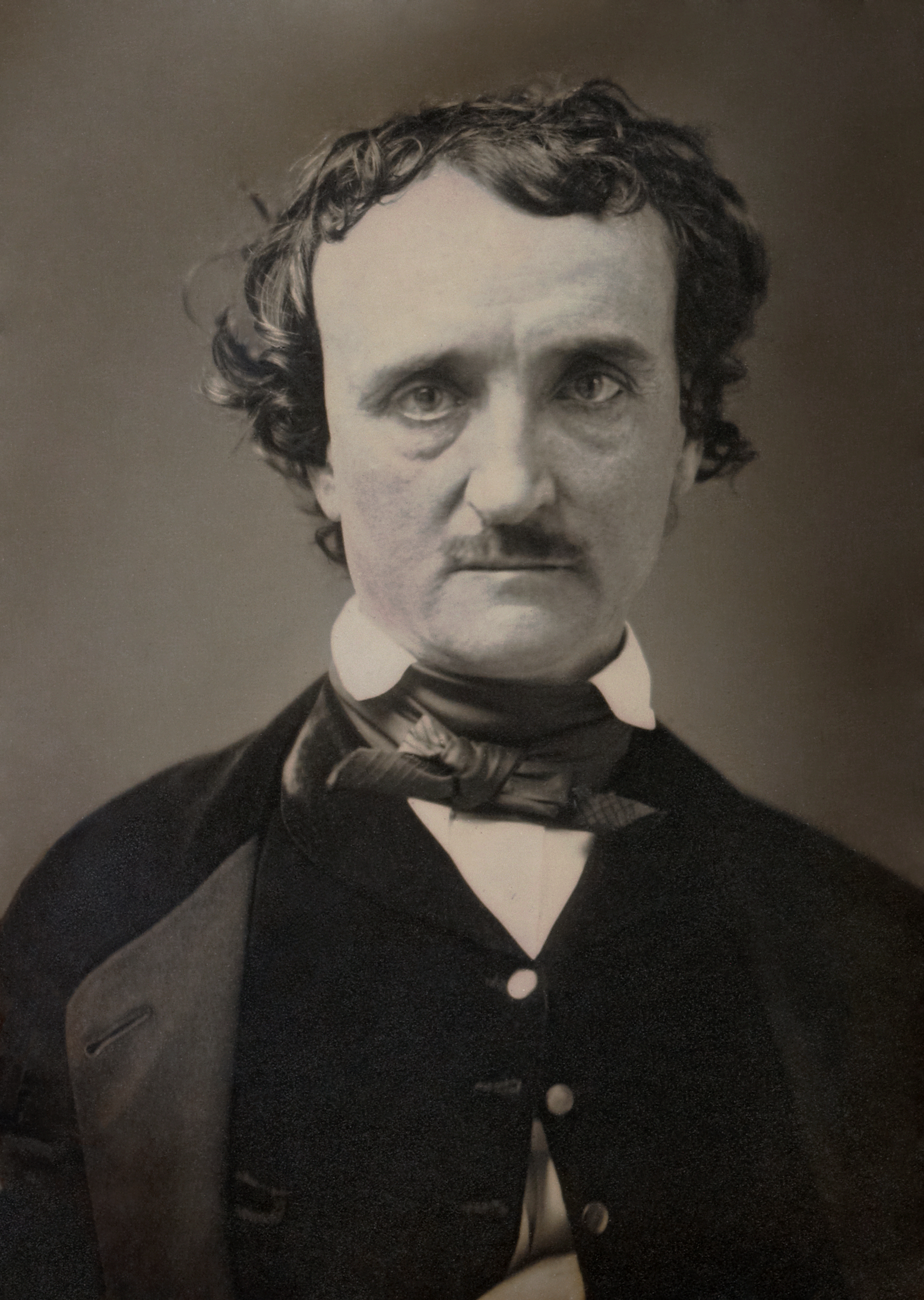
Edgar Allan Poe.

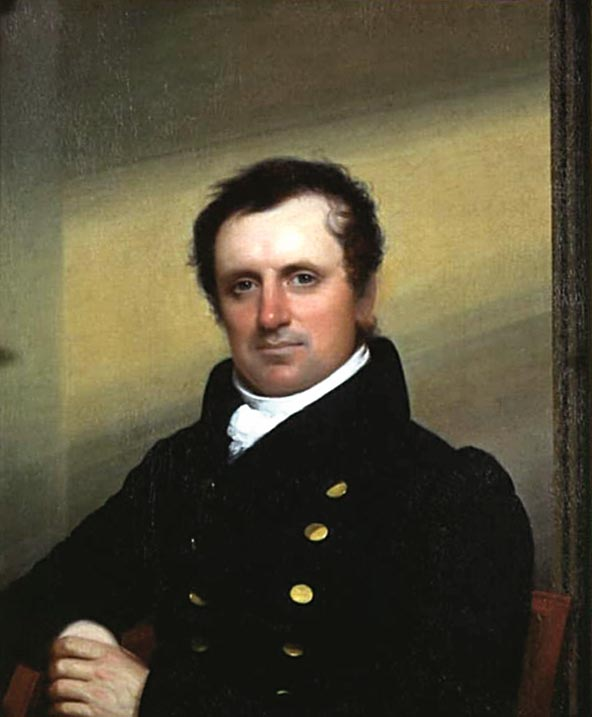
Fenimore Cooper.

Le Territoire du Michigan, grâce à l'ouverture du canal Érié connait une explosion économique suivi d'une vague de pionniers. Une fois arrivés à Detroit, les Kirkland cherchent des emplois pour gagner leur vie. William Kirkland accepte le poste de directeur du Detroit Female Seminary qui vient d'ouvrir et Caroline Kirkland y donne des cours. Le Michigan étant en pleine expansion, des terres en friches sont à acheter, de nouveaux villages se développent. Le village de Pinckney (Michigan) dans le comté de Livingstone fait savoir dans la presse locale qu'il est en quête de nouveaux venus, William Kirkland y achète un terrain de 52 hectares, et en 1837, lui et sa famille s'y installent. La situation géographique du village le place à la frontière de l'Ouest sauvage. C'est cette expérience de pionnière de la frontière que décrit Caroline Kirkland dans ses romans A New Home, Who'll Follow ? et Forest Life, qu'elle fait publier sous le pseudonyme de Mary Clavers, an Actual Settler (« Mary Clavers, une authentique pionnière »). Elle y décrit, sans fards, des conditions de vie rudes, voire violentes des pionniers, bien loin des images romantiques qu'elle avait perçues à la lecture du roman Atala de Chateaubriand, notamment la vie de sacrifices des femmes nullement préparées à ces épreuves. Son style à la fois direct et satirique suscite l'admiration du public notamment britannique, mais aussi celle d'Edgar Poe. Ses écrits se démarquent des récits romantiques de Washington Irving, de Fenimore Cooper ou de Charles Fenno Hoffman (en). Pendant cette période, d'autres enfants naissent : Cordelia en 1835, William en 1837 et leur dernier enfant Charles Pinckney en 1839 et qui décède l'année d'après,,,,,,,.

#### Le retour à New York

##### Une vie littéraire
Les Kirkland face à l'instabilité de leurs revenus, renoncent à l'agriculture pour retourner à New York en 1843. Ils y ouvrent une école pour filles, William Kirkland publie également des articles pour l'Evening Mirror, The United States Magazine and Democratic Review (en) et fonde avec le révérend Henry Whitney Bellows (en) la revue unitarienne The Christian Inquirer et de son côté, Caroline Kirkland publie en 1845, son recueil de nouvelles Western Clearings,,,.

##### La tragédie
En octobre 1846, le corps de William Kirkland est trouvé sur les rives de l'Hudson aux abords de Fishkill, victime d'une noyade accidentelle. Caroline Kirkland, devenue veuve devient la seule à devoir pourvoir aux besoins de ses enfants,,.

#### L'éditrice

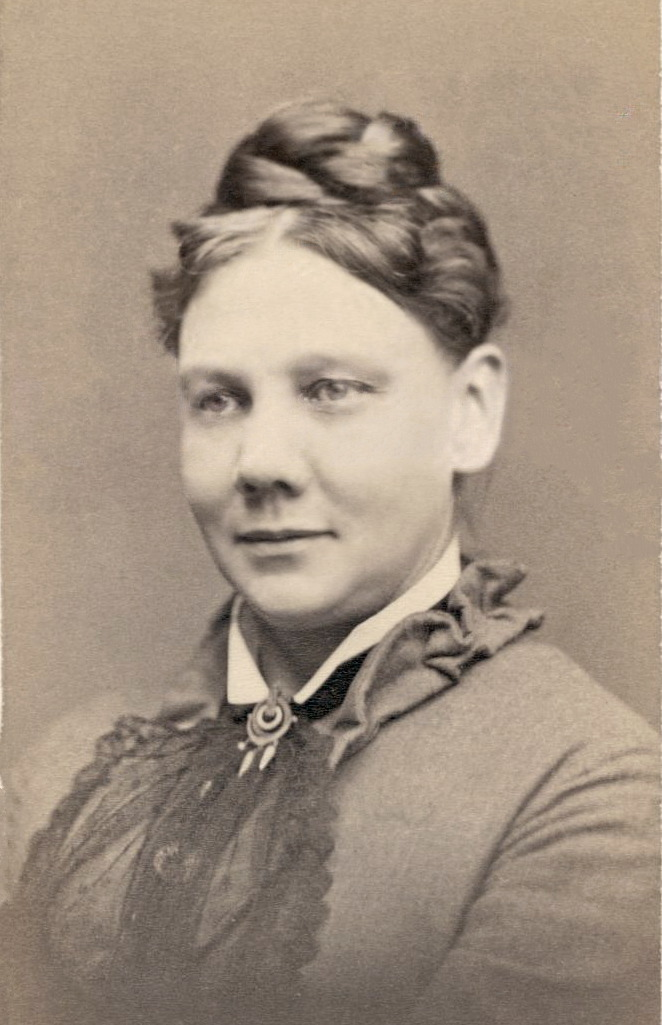
Mary Henderson Eastman.

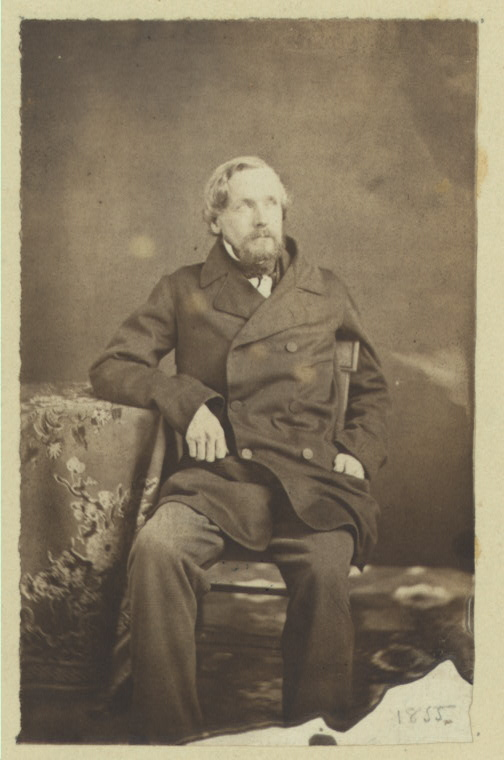
Evert Augustus Duyckinck.

Caroline Kirkland reprend la direction éditoriale du Christian Inquirer, puis en mai 1847 fonde la revue l'Union Magazine of Literature and Art 1847-1852, à côté de la direction de la revue, elle y écrit divers articles. Sous sa direction, l'Union Magazine of Literature and Art 1847-1852 se fait connaitre par sa qualité littéraire et par le lancement de nouveaux talents. Autour d'elle se rassemblent William Cullen Bryant, Nathaniel Parker Willis, Evert Augustus Duyckinck (en) et son frère George Long Duyckinck (en), Lydia Sigouney, Lydia Maria Child, Catharine Sedgwick, elle préface des livres comme Dacotah de Mary Henderson Eastman,,,.

#### Un premier voyage en Europe
En 1848, grâce à ses revenus d'éditrice, Caroline Kirkland entreprend un premier voyage en Europe. Elle fait la traversée de l'Atlantique avec un couple d'amis unitariens le révérend Henry Whitney Bellows (en) et son épouse. Arrivée en Europe, elle écrit et envoie plusieurs articles à destination de l'Union Magazine of Literature and Art 1847-1852. L'ensemble de ses articles sont publiés en 1849 sous le titre de Holidays Abroad, or Europe from the West,.

#### Les déceptions du retour
Quand elle retourne aux États-Unis quelques mois après, c'est pour découvrir que l'Union Magazine of Literature and Art  est vendu à John Sartain et William Sloanaker pour devenir le Sartain's Union Magazine of Literature and Art, qu'elle est reléguée à un simple rôle de journaliste et de faire valoir. Elle quitte le magazine en 1851,,.

#### Rebondir
En 1852, Caroline Kirkland publie The Evening Book Or Fireside Talk On Morals And Manners, With Sketches Of Western Life  suivi de A Book For The Home Circle: Or Familiar Thoughts On Various Topics, Literary, Moral And Social publié en 1853.

### Vie privée
En 1822, Caroline Mathilda Stansbury et William Kirkland se fiancent, leur mariage est célébré le 10 janvier 1828,.
Caroline Kirkland repose au cimetière de Green-Wood de Brooklyn.

## Œuvres

### Romans et nouvelles
- A New Home, Who'll Follow ?, New York, C.S. Francis, 1839, 312 p. (OCLC 705804501, lire en ligne),
- Forest Life, Londres, Longman & Co, 1842, 650 p. (OCLC 558895523, lire en ligne),
- Western Clearings, New York, Wiley and Putnam, 1845, 264 p. (OCLC 948534044, lire en ligne),
- Autumn Hours, and Fireside Reading, New York, Charles Scribner, 1854, 334 p. (OCLC 765816590, lire en ligne),

### Traités, guides et essais
- Holidays Abroad, or Europe from the West, New York, Charles Scribner (1re éd. 1849), 341 p. (OCLC 50945873, lire en ligne),
- The Evening Book : Or Fireside Talk On Morals And Manners, With Sketches Of Western Life, New York, Charles Scribner (1re éd. 1852), 326 p. (OCLC 172696049, lire en ligne),
- A Book For The Home Circle : Or Familiar Thoughts On Various Topics, Literary, Moral And Social, New York, Charles Scribner, 1853, 312 p. (ISBN 9781165275014, OCLC 1194283187),
- The Helping Hand : Comprising an Account of the Home, for discharged Female Convicts, and an Appeal in behalf of that Institution, New York, Charles Scribner, 1853, 157 p. (OCLC 367961239, lire en ligne),
- A Few Words in Behalf of the Loyal Women of the United States, New York, Wm. C. Bryant & Co, 1863, 32 p. (OCLC 255402808, lire en ligne),

### Mémoires
- Memoirs of Washington, New York, D. Appleton & Co, 1857, 556 p. (OCLC 367962562, lire en ligne),

### Anthologie
- Patriotic Eloquence : Being Selections From One Hundred Years of National Literature, New York & Cleveland, C. Scribner & Co & Ingham & Bragg, 1866, 360 p. (OCLC 671567084, lire en ligne),

## Regards sur son œuvre
Selon Stacy L. Spencer, pasteure de la New Direction Christian Church, le roman A New Home, Who'll Follow ? montre l'influence des femmes en tant qu'épouses et mères sur la stabilisation d'une société exposée aux désordres, rejoignant en cela les thèses de Catharine Beecher et de Tocqueville sur les rôles déterminant des femmes pour établir la Démocratie. A New Home, Who'll Follow ? est une description satirique de la vulgarité, de la grossièreté des situations générées par les hommes. Pour elle, Caroline Kirkland se démarque de la littérature des auteures de son temps, elle est une des rares femmes à utiliser l'humour critique et la satire avec Fanny Fern et la britannique Frances Trollope.
Selon la professeure Lori Merish, avec son roman A New Home, Who'll Follow Caroline Kirkland, définit un nouveau style de roman soucieux de réalisme, de descriptions précises, voire méticuleuses de la vie quotidienne qui serait le propre des femmes attentives plus que les hommes aux détails de la vie quotidienne, apportant ainsi la vision des femmes dans la littérature. Style avant coureur de la littérature féminine de Sarah Orne Jewett ou de Mary Eleanor Wilkins Freeman.
Confirmant cette originalité de A New Home, Who'll Follow, la critique et professeure Kerry Driscoll écrit que ce roman apporte le point d'une femme sur la vie aux frontières de l'Ouest sauvage, complétant ainsi les rapports, articles, romans rédigés par des hommes. Originalité en décrivant les tâches quotidiennes des femmes, lavage, repassage, préparation des repas, éducation des enfants, tâches nécessaires au bon fonctionnement des implantations. Elle rappelle que les femmes ont un rôle central quant à la vie de ces nouvelles implantations. Descriptions rédigées avec des pointes d'humour plus ou moins satiriques. contrairement à des auteurs comme J. Hector St John de Crèvecoeur elle refuse élan de type romantique autour des horizons sans frontières, horizons de liberté. Son roman n'est-il pas indispensable à la compréhension de la vie des communautés, l'instauration de la démocratie et une meilleure intelligibilité de l'expérience américaine?
Le professeur Nathaniel Lewis du Saint Michael’s College, contextualise A New Home, Who'll Follow par une étude comparative des divers romans traitant l'Ouest sauvage et les oeuvres que connaissait Caroline Kirkland par ses divers correspondances. Son travail critique valorise l'innovation stylistique de Caroline Kirkland en faisant la démonstration qu'elle su se libérer des conventions stylistiques de son temps pour apporter avec autorité son propre style.